# Severin Hallberg
Seth Severin (Seve) Hallberg, född 3 juni 1886 i Lund, död 2 oktober 1960 i Örgryte församling, var en svensk biblioteksman.
Hallberg avlade mogenhetsexamen vid Lunds högre allmänna läroverk 1904 och inskrevs därefter vid Lunds universitet. Från 1908 studerade han även vid Uppsala universitet. Han blev filosofie kandidat 1907 och filosofie licentiat vid Lunds universitet 1927.
Hallberg anställdes 1912 som amanuens vid Kungliga biblioteket och var där 1913–1917 och 1920–1927 redaktör för Sveriges offentliga biblioteks accessionskatalog. 1917 blev han andre bibliotekarie vid Kungliga biblioteket och var 1917–1927 ledamot av Sveriges allmänna biblioteksförenings kommitté för utarbetande av katalogsystem för folk- och skolbibliotek. Utöver sitt arbete på Kungliga biblioteket katalogiserade han även flera större privata bibliotek som Adelswärds på Adelsnäs och Fredrik Vult von Steijerns i Saltsjöbaden. Åren 1920–1927 var han bibliotekarie vid Makarna Mittag-Lefflers matematiska institut, 1922–1935 ledamot av styrelsen för Sveriges allmänna biblioteksförening och 1927–1954 överbibliotekarie vid Göteborgs stadsbibliotek.
Hallberg var även ledamot av styrelsen för Svenska bibliotekariesamfundet 1927–1941 och vice ordförande där 1946–1951, bibliotekarie hos Göteborgs Läkaresällskap 1927–1954, Kungliga Vetenskaps- och Vitterhetssamhället i Göteborg 1930–1954, ordförande i Västra Sveriges biblioteksförening 1930–1933, vice ordförande i styrelsen för Svenska sjömansbiblioteket 1930–1939, ledamot av styrelsen för Göteborgs folkbibliotek 1932–1946 (1932–1938 som vice ordförande), tryckfrihetsombud i Göteborg 1932–1956, Göteborgs högskolas bibliotekarie 1920–1954, vice ordförande i Svensk-italienska föreningen i Göteborg 1941–1945 och bibliotekssakkunnig vid utredningen angående en medicinsk högskola i Göteborg 1947–1948.
Hallberg blev ledamot av Kungliga Vetenskaps- och Vitterhetssamhället i Göteborg 1931, ledamot av Göteborgs läkaresällskap 1941, filosofie hedersdoktor vid Göteborgs högskola 1941 och hedersledamot av Svenska bibliotekariesamfundet 1954. Han tilldelades Göteborgs stads förtjänsttecken 1953.
Severin Hallberg var son till Emil Hallberg och dotterson till Severin Cavallin. Han var gift två gånger.